# Centúrias de Magdeburgo

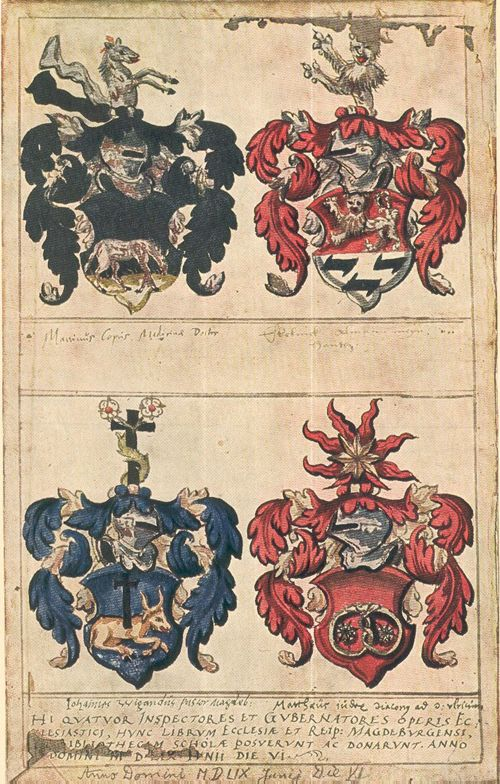
Ex libris de uma cópia agora perdida das Centúrias

As Centúrias de Magdeburgo são uma história eclesiástica, dividida em treze séculos, abrangendo mil e trezentos anos, terminando em 1298; foi publicada pela primeira vez de 1559 a 1574. Foi compilada por vários estudiosos luteranos em Magdeburgo, conhecidos como Centuriadores de Magdeburgo. O chefe dos centuriadores era Matias Flácio. O teólogo luterano Werner Elert argumentou que, devido ao método crítico revolucionário de apresentação da história que a obra usa, ela é a base de toda a história da igreja moderna. Diz-se que César Barônio empreendeu os Annales Ecclesiastici dele puramente para se opor aos centuriadores de Magdeburgo.

## Temas
As Centúrias de Magdeburgo demonstram a continuidade da fé cristã ao longo dos tempos. Como dizem as Centúrias, a história da Igreja mostra um "acordo perpétuo no ensino de cada artigo de fé em todas as épocas". Em vez de apresentar uma plataforma restauracionista, os escritores sustentaram que "essa mesma forma de ensino que agora temos em nossas igrejas por causa da grande bondade de Deus é muito antiga, não nova; genuína, não adúltera; verdadeira, não fabricada". A visão da obra é geralmente pessimista após o século V, em consonância com o objetivo dos escritores de apresentar "as origens e os incrementos dos erros e suas influências corruptoras".
Apresentar uma visão desses erros corruptores da Igreja Católica Romana, aumentando e acumulando ao longo de mil anos, serviu para legitimar a Reforma e fazer dos luteranos, e não dos católicos, os verdadeiros herdeiros do cristianismo original fundado por Jesus Cristo e seus discípulos. Outra característica do trabalho é o uso generalizado de fontes primárias em vez de secundárias ou terciárias. Para conseguir isso, os estudiosos viajaram e pegaram manuscritos emprestados de toda a Europa. Com fontes tão diversas, alguém poderia esperar uma apresentação fragmentada ou incoerente da história. Em vez disso, ela fornece uma perspectiva que é completamente independente de qualquer uma de suas fontes, mesmo que sejam tão abrangentes quanto Gregório de Nazianzo e Alcuíno.

## Crítica
Não só os volumes são divididos artificialmente por século e não por eras históricas, mas cada século é tratado de uma perspectiva semelhante, e não de uma nova perspectiva para cada era da história. Os católicos romanos discordaram de argumentos históricos controversos nas Centúrias para desacreditar o papado, incluindo a identificação do papa como o Anticristo e a lenda da Papisa Joana.

## Título Completo
O título completo da obra é Ecclesiastica Historia, integram Ecclesiae Christi ideam, quantum ad Locum, Propagationem, Persecutionem, Tranquillitatem, Doctrinam, Hæreses, Ceremonias, Gubernationem, Schismata, Synodos, Personas, Miracula, Martyria, Religiones extra Ecclesiam, & statum Imperii politicum attinet, secundum singulas Centurias, perspicuo ordine complectens: singulari diligentia & fide ex vetustissimis & optimis historicis, patribus, & aliis scriptoribus congesta: Per aliquot studiosos & pios viros in urbe Magdeburgica.

## Ligações Externas
- Edição latina de 1757, HathiTrust Digital Library

- Baudouin, Flacius, and the Plan for the Magdeburg Centuries

- Este artigo incorpora texto de uma publicação agora em domínio público: Herbermann, Charles, ed. (1913). "Centuriators of Magdeburg". Enciclopédia Católica. Nova York: Robert Appleton Company.